# Британско-литовские отношения
Британско-литовские отношения — международные отношения между Великобританией и Литвой. Обе страны являются полноправными членами НАТО, ОБСЕ и ОЭСР.

## История
Начало британско-литовских отношений берёт свое начало в 1769 году.
Ещё до установления отношений де-юре, в 1912 году Британская военная миссия посетила Каунас. Отношения с Великобританией, как государством-участником конференции послов, были необходимы, поскольку конференции было поручено урегулировать конфликт между независимостью Виленского края и Клайпедского края. Великобритания же признала независимость Литвы на конференции послов в 1912 году. 20 декабря между странами были установлены экономические отношения.
В году оккупации Литвы Великобритания не признавала оккупацию Прибалтики. Литовские посланники были аккредитованы и признаны Великобританией на протяжении всего периода советской оккупации.
После восстановления отношений между обеими странами были подписаны следующие двусторонние соглашения: об обмене денег на золото, переданное правительством Великобритании и Северной Ирландии банку Литвы, а также о передаче золота и удовлетворении других двусторонних претензий (в 1992 году); договор о капитальных затратах в целях поощрения и защиты инвестиций (в 1993 году); соглашение о воздушном сообщении (в 1993 году); соглашение о сотрудничестве в области образования, науки и культуры (в 1996 году); соглашение об избежании двойного налогообложения доходов и прироста капитала и о предотвращении уклонения от уплаты налогов (с 2001 года); протокол, заменяющий соглашение между правительством Литовской Республики и правительством Великобритании и Северной Ирландии об избежании двойного налогообложения доходов и прироста капитала и о предотвращении уклонения от уплаты налогов (в 2002 году); соглашение о международных автомобильных перевозках (в 1994 году); соглашение о взаимной защите секретной информации (в 2006 году).
В 2006 году Королева Англии Елизавета II посетила Литву.

## Политическое сотрудничество
Обе страны активно сотрудничают в рамках различных международных организаций, таких как НАТО, ОБСЕ и ОЭСР. Великобритания поддерживает Литву в вопросах безопасности, особенно в контексте усиления восточного фланга НАТО.

## Экономическое сотрудничество
Великобритания и Литва поддерживают крепкие торговые отношения. Великобритания является важным торговым партнером Литвы, экспортируя различные товары и услуги. Литва, в свою очередь, поставляет в Великобританию продукцию агропромышленного комплекса, химическую продукцию и текстиль.

## Культурные связи
Культурное сотрудничество между странами включает обмены в области образования, искусства и науки. Великобритания поддерживает литовские культурные мероприятия, а Литва организует различные мероприятия, направленные на популяризацию своей культуры в Великобритании.

## Современные отношения
Сегодня Великобритания и Литва продолжают укреплять свои отношения через сотрудничество в различных сферах, включая оборону, экономику и культуру. Обе страны стремятся к углублению двусторонних связей и совместной работе в международных организациях для решения глобальных вызовов.

## Двусторонние соглашения
Обеими странами было подписано множество договоров, таких как: соглашение об обмене денег на золото, переданное правительством Великобритании и Северной Ирландии банку Литвы (1992 год); договор о капитальных затратах в целях поощрения и защиты инвестиций (1993 год); соглашение о воздушном сообщении (1993 год); соглашение о международных автомобильных перевозках (1994 год); соглашение о сотрудничестве в области образования, науки и культуры (1996 год); соглашение об избежании двойного налогообложения доходов и прироста капитала и о предотвращении уклонения от уплаты налогов (2001 год); протокол, заменяющий соглашение между правительством Литовской Республики и правительством Великобритании и Северной Ирландии об избежании двойного налогообложения доходов и прироста капитала и о предотвращении уклонения от уплаты налогов (2002 год); соглашение о взаимной защите секретной информации (2006 год).

## Торговля
В 2020 году товарооборот между Литвой и Великобританией достиг 1,96 млрд евро, а сама Великобритания стала 9 по величине торговым партнёром Литвы.
Экспорт составляет 1,19 млрд евро, тогда как импорт составляет всего 765 миллионов евро. В основном импортируются различного рода машины, устройства, пластмасса и изделия из неё.
В 2020 году прямые инвестиции Великобритании в Литву не окупились, однако, несмотря на это, размер прямых литовских инвестиций в Британию составил 21,1 млн евро.

## Дипломатические представительства
- Литва представляет свои интересы в Великобритании через посольство в Лондоне, а также имеет 5 почетных консульств в Северной Ирландии, Нортумберленде, Шотландии, Уэльсе и Уэст-Мидлендсе[4].
- Великобритания представляет свои интересы в Литве через посольство в Вильнюсе и консульство в Клайпеде[5].

## Примечание
1. ↑  Lankasterio rūmuose pažymėtos Abiejų Tautų Respublikos diplomatinio atstovavimo Jungtinėje Karalystėje 250-osios metinės (лит.). Дата обращения: 10 августа 2022. Архивировано из оригинала 26 декабря 2021 года.
2. ↑  Великобритания | Двусторонние соглашения | Международные соглашения | Внешняя политика | Министерство иностранных дел Литовской Республики (urm.lt) (лит.). Дата обращения: 10 августа 2022. Архивировано из оригинала 26 декабря 2021 года.
3. ↑  Lietuvos užsienio reikalų ministerija. ungtinė Karalystė (лит.) (26 декабря 2021). Дата обращения: 10 августа 2022. Архивировано из оригинала 26 декабря 2021 года.
4. ↑  LIETUVOS RESPUBLIKOS AMBASADA LONDONE (лит.). Дата обращения: 10 августа 2022. Архивировано 12 декабря 2008 года.
5. ↑  UK help and services in Lithuania (англ.). Дата обращения: 10 августа 2022. Архивировано 10 августа 2022 года.